# 調布市せんがわ劇場
調布市せんがわ劇場（ちょうふしせんがわげきじょう、英語：SENGAWA THEATER）は、東京都調布市仙川町にある市営の劇場である。

## 概要

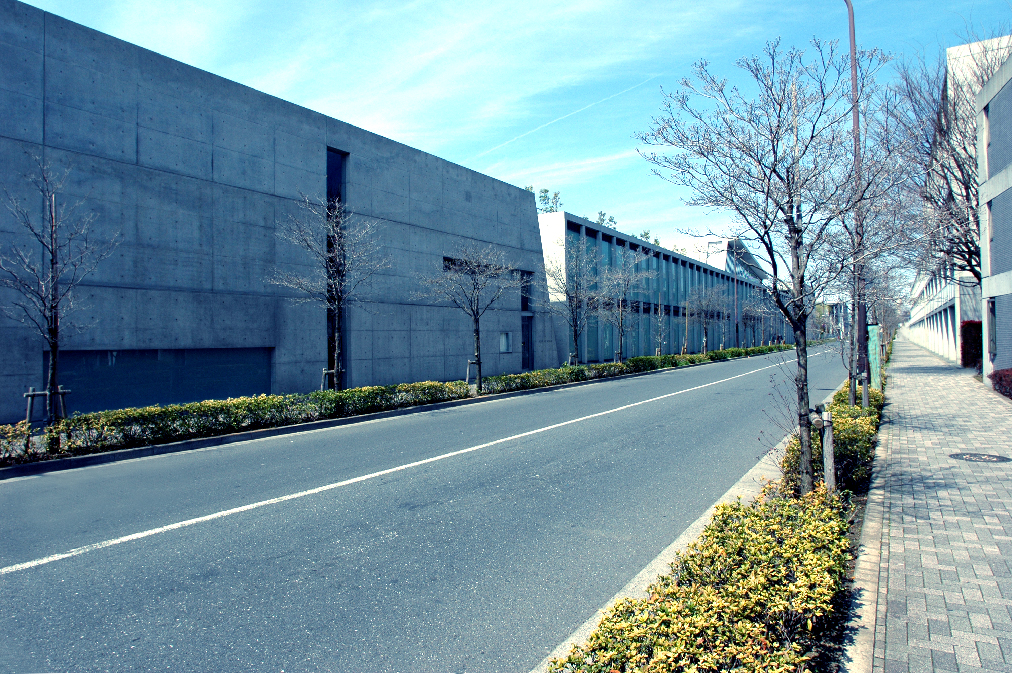
左手前が東京アートミュージアム、その奥が調布市せんがわ劇場

「ACT+（アクト・プラス）地区」と呼ばれる総合文化芸術の街としての都市開発地域の中に、東京アートミュージアム、シティハウス仙川などと共に、全長432mの大規模な街づくりの一環として建築家安藤忠雄によって設計され、2008年にオープンした。
当初芸術監督制がとられており、その後コーディネーター制に移行した。2019年4月から指定管理者制度を導入、公益財団法人調布市文化・コミュニティ振興財団が運営管理を行っている。
年間の約50%は劇場主催の自主企画事業が行われており、また周辺の商店街、教育機関と連携したイベントが企画されている。

## 代表的な自主企画事業
せんがわ劇場サンデー・マティネ・コンサート 〜午後への前奏曲〜 (2008-)
 JAZZ ARTせんがわ (2008-2018) 
- 総合プロデュース：巻上公一 (第1回-11回)
- プロデュース：藤原清登 (第1回-11回)・坂本弘道 (第1回-11回)

親と子のクリスマス・メルヘン (2008-)
せんがわ劇場演劇コンクール (2010-)
市民参加演劇(2011-)
せんがわピアノオーディション (2012-)
- プロデュース・選考委員長：高橋多佳子（第1回-）

せんがわシアター121 (2013-2018)
せんがわ劇場アンサンブル公演 （2008-2012終了）
人形演劇祭゛inochi" (2010-2013終了)
- プロデュース：黒谷都(2010-2012)・玉木暢子(2010-2013)・松井憲太郎(2010-2012)

## 芸術監督～コーディネーター
- ペーター・ゲスナー 　芸術監督 (2008年1月-2011年3月)
- 末永明彦 　演劇・市民参加・フェスティバルコーディネーター (2011年4月-2019年3月)
- 松井康司・合田香 　音楽コーディネーター (2011年4月-2019年3月)、音楽アドバイザー(2019年4月-）
- 間瀬勝一 　劇場経営コーディネーター (2011年4月-2019年3月)
- 佐川大輔(チーフ)・柏木俊彦・櫻井拓見・桒原秀一　演劇ディレクターチーム
- 徳永京子　演劇外部アドバイザー
- 小笠原響　演劇スーパーバイザー